# Meridian, Kalifornien
Meridian är en census-designated place i Sutter County i Kalifornien. Vid 2010 års folkräkning hade Meridian 358 invånare.

## Kända personer från Meridian
- Don Young, politiker